# Ia Ga
Ia Ga là một xã thuộc huyện Chư Prông, tỉnh Gia Lai, Việt Nam.
Xã Ia Ga có diện tích 122,77 km², dân số năm 2002 là 2.100 người, mật độ dân số đạt 17 người/km².